# Cristoforo Benigno Crespi
Cristoforo Benigno Crespi (Busto Arsizio, 18 de octubre de 1833-Milán, 5 de enero de 1920), fue un empresario italiano de la industria textil.

## Biografía
Era el hijo de Antonio Crespi, que desciende de una familia de empresarios de textiles de Busto Arsizio, Varese, y de María Provasoli.
Después de haber seguido brevemente los estudios clásicos, se graduó en contabilidad. Terminó el seminario sin llegar a ser sacerdote y comenzó la facultad de derecho en Pavía, que se vio obligado a abandonar por razones económicas.
Luego, ayudado por su padre, le dio vida a las fábricas de Vaprio, que tenía a su a pesar de que ceder el paso a Raimondo Visconti di Modrone, Vigevano y Ghemme, la cual él entregó a los hermanos y hermanas menores, después de la separación hereditaria a la muerte de su padre, manteniendo, sin embargo, la compañía Benigno Crespi. En el caso del molino de Vaprio, también fue ayudado económicamente por Ercole Lualdi.
En 1878 fundó la fábrica y el pueblo obrero de Crespi d'Adda, introduciendo los más modernos sistemas de hilatura de la época.
En 1879 construyó el proyecto del arquitecto Angelo Colla, una villa en el estilo morisco, dedicado a su esposa Pia Travelli, llamado Villa Pia —ahora Villa Crespi— en Orta San Giulio, para su uso como residencia de verano.
En 1884 trasladó su residencia a Milán, en la casa de la via Borgonuovo 18 —hecha por el constructor y decorador Angelo Colla—, donde estuvo la sede de la empresa. En 1904 fue finalmente capaz de construir la planta de energía hidroeléctrica de Trezzo sull'Adda, después de muchos intentos, con propuestas que municipio rechazó.
Él era un gran amante de las artes y recogió uno de los más populares y más ricas colecciones de pinturas, incluyendo pinturas de Tiziano, Canaletto y Rubens.
Se casó con Pia Travelli, y tuvieron cuatro hijos: Silvio, Daniel, Bice y María.

## Honores
- Caballero del Trabajo ( Italia, 29 de enero de 1902).[1]
- Comendador de la Orden de la Corona de Italia ( Italia).
- Caballero de la Legión de Honor ( Francia).